# Rato-de-cabrera
O rato-de-Cabrera (Microtus cabrerae) é uma pequeno mamífero roedor pertencente ao género Microtus, que inclui os seus congéneres da fauna portuguesa o rato-cego-mediterrânico (Microtus duodecimcostatus), o rato-cego (Microtus lusitanicus) e o rato-do-campo-de-rabo-curto (Microtus agrestis).

## Descrição física
O rato-de-Cabrera tem um comprimento entre os 116 e 130 milímetros e um peso entre os 40 e os 68 gramas. Os indivíduos adultos possuem uma pelagem longa e espessa: na região dorsal a pelagem é castanha ou cinza-escuro, enquanto que na região ventral é geralmente é creme. A pelagem das patas é branca e a cauda é bicolor: cinza e amarela. Os juvenis desta espécie possuem uma pelagem mais uniforme de cor cinza na região dorsal e ventral (Fernández-Salvador, 2002). Apresentam quatro pares de mamas (duas na região peitoral e outras duas na região inguinal). A sua fórmula dental é: 1.0.0.3/1.0.0.3 (Fernández-Salvador, 2002). É um ser diplóide, com 54 cromossomas (2n = 54).

## Distribuição geográfica
O rato-de-Cabrera, é uma espécie endémica da Península Ibérica, onde possui uma distribuição muito fragmentada (Queiroz et al., 2005). Em Portugal, o rato-de-Cabrera tem uma distribuição muito fraccionada, ocorrendo nas províncias de Trás-os-Montes, Beira Interior, Ribatejo, Estremadura, Alto Alentejo e no sudoeste alentejano e algarvio. Não se encontra presente, a sudeste e a noroeste de Portugal, já que a espécie não tolera condições extremas de secura e de humidade (Mira et al. 2003). Ocorre desde o nível do mar até aos 1500 metros de altitude, sendo mais evidente a sua presença a limites inferiores aos 1200 metros (Fernández-Salvador, 2002).

## Habitat e ecologia
A espécie está dependente de um tipo de habitat, com gramíneas altas (com mais de 25 centímetros de comprimento) e abundantes, no qual proporcionem alimento, protecção e manutenção de um microclima fresco e húmido, mesmo nas estações quentes (Fernández-Salvador, 2002). Está associado a locais com arbustos espinhosos (nomeadamente Rubus sp., Rosa sp. e Ulex sp.), essenciais para refugiar (San Miguel, 1992; Santos et al., 2006), sendo encontrado geralmente perto de juncais, prados, policulturas e margens de pequenas ribeiras (Mathias et al., 1999; Fernández-Salvador, 2002; Fernandes et al., 2008). Evita manchas compostas por matos desenvolvidos (Pita et al., 2006), áreas de solo calcário e zonas com altitude elevada (Mathias e Costa, 1998). A sua actividade ocorre principalmente durante a noite, verificando-se no solo como por baixo dele (subsolo), local onde se refugia para repousar nos períodos mais críticos do ano (Ayanz, 1994). O rato-de-Cabrera é uma espécie essencialmente herbívora, alimentando-se preferencialmente de folhas, caules ou sementes de gramíneas (Mathias, 1995; Costa, 2003). Ocasionalmente, consome pequenos insectos (Fernández-Salvador, 2002).

## Reprodução
O ciclo reprodutor do rato-de-Cabrera é bastante influenciado pelas condições climáticas (Fernández-Salvador, 2002), variando assim de ano para ano. Geralmente, a espécie apresenta maior actividade reprodutora no início do Verão (Mathias et al., 1999), porém se as condições climáticas forem favoráveis as fêmeas podem encontra-se activas e gestantes durante todo o ano. A gestação tem a duração de 23 a 24 dias, nascendo em média 4,9 crias (Fernández-Salvador, 2002). As fêmeas reproduzem-se pelo menos duas vezes por ano, construindo ninhos no solo, protegidos por vegetação (Fernandes et al., 2008).

## Factores de Ameaça
As principais ameaças que o rato-de-Cabrera está sujeito são devidas à destruição e fragmentação do seu habitat provocadas por actividades humanas, nomeadamente pela intensificação e o alargamento de práticas agrícolas (San Miguel, 1992), à limpeza de galerias ripícolas que a espécie utiliza como refúgio (Queiroz et al., 2005), à construção de vias-de-comunicação e à execução de queimadas que provocam a perda de abrigos e a destruição de ninhos, colocando em risco extinções locais da espécie (San Miguel, 1992).

## Conservação
O rato-de-Cabrera está classificado com estatuto de conservação “Quase Ameaçado” (NT), segundo a Lista Vermelha da IUCN (Fernandes et al., 2008), devido ao seu pequeno número de populações e à sua pequena área ocupada. A espécie ocorre em áreas protegidas em Portugal e Espanha. A espécie encontra-se listada no Anexo (II) da Convenção de Berna e também está presente na Directiva de Espécies e Habitats da União Europeia, no Anexo II e IV (Fernandes et al., 2008). A sua conservação passa sobretudo pela preservação dos locais onde ocorrem colónias, condicionando as actividades agrícolas e pastorícias e também proibir a realização de queimadas nas áreas onde a espécie ocorre (Pita et al., 2006). Deve ser promovido o cultivo de gramíneas perenes altas entre as pastagens, com a criação de mosaico de habitats, essencial para a espécie se refugiar. Deve ser ainda assegurado a ligação entre áreas favoráveis para a espécie. Esta medida é essencial para promover a manutenção e o alargamento de exemplares da espécie. (Pita et al., 2006). Entre as vias-de-comunicação é necessário a construção de corredores de passagem, de forma a promover a conectividade entre populações. Por último, deve ser elaborado estudos sobre a espécie de modo a ser colocado um plano de acção concreto que garantem a preservação do rato-de-Cabrera (Queiroz et al., 2005).